# Glottal konsonant
En glottal fon är ett språkljud som bildas genom att stämläpparna (stämbanden) förs samman. Vokaler är av naturen glottalt producerade, men glottala konsonanter kan vara antingen tonande eller  tonlösa. Glottala konsonanter kallas ibland för laryngaler efter artikulationsstället struphuvudet (larynx).
I svenskan finns två olika glottala konsonanter som är frikativor och varianter av h-ljudet:
- tonande glottal frikativa: [ɦ]
- tonlös glottal frikativa: [h]

I det internationella fonetiska alfabetet finns dessutom glottal klusil: [ʔ]. Detta är ett stötljud som även kan kallas glottalt stopp eller på tyska knacklaut. Förutom i tyskan förekommer det bland annat i danskan och nederländskan.